# Гражданская дипломатия
Гражданская дипломатия — термин, обозначающий альтернативную классическому представлению о государственной дипломатии деятельность на международной арене, направленную на выполнение совпадающих с официальной государственной дипломатией целей внешней политики государства посредством инструментов, каналов, институтов, отличных от классических. Это означает, что гражданская дипломатия расхожа с деятельностью профессиональных дипломатов как представителей официальных правительственных органов различных государств по ведению формальных переговоров. Агентами гражданской дипломатии выступают неправительственные субъекты разного типа, образовательные, культурные, спортивные учреждения и иные типы неправительственных субъектов, даже частные лица. Отсутствие прямой связи производимой деятельности с правительственными органами — отличительная черта гражданской дипломатии.
Гражданская дипломатия — термин, объединяющий иные виды реализации внешних сношений, не относящиеся к правительственной дипломатии, такие как публичная дипломатия, экономическая дипломатия, народная дипломатия, партизанская, научная, культурная, цифровая, дипломатия крикета, дипломатия чековой книжки; также Track II Diplomacy может быть сонаправлена с курсом дипломатии умиротворения и иными разновидностями классической дипломатии.

## История, теоретическое обоснование и этимология термина
Впервые идея деления внешней политики и международной дипломатии на государственную дипломатию и негосударственную появилась благодаря Джозефу Монтвиллю и его книге «Внешняя политика по Фрейду».
Вместе с тем, первым практикантом публичной дипломатии считается двенадцатый заместитель Госсекретаря США по делам Ближнего Востока Герольд Сондерс, (занимавший пост в период 1978—1981 г.), сумевший помочь действовавшему президенту Дж. Картеру организовать подписание мирного договора между Египтом и Израилем в 1978 году. Сондерс также запомнился нам участием в урегулировании отношений между американским и русским население в период Дортмундской конференции и активной дипломатической вовлеченностью в процесс демократизации режима в Таджикистане (1993 год). Во всех описанных случаях Г. Сондерс обращался к негосударственным, публичным инструментам выстраивания отношений на дипломатической арене.
На сегодняшний день термин не сумел прочно укорениться в российской профессиональной литературе, аналогичный феномен в разных источниках обозначается понятиями «дипломатия второго порядка», «гражданская дипломатия», «неофициальная дипломатия», «неправительственная дипломатия», «дипломатия без дипломатов».
При этом, роль гражданской дипломатии обсуждается в контрасте с «официальной дипломатией»: «Track I Diplomacy», и «Multi-Track Diplomacy», «1.5 Track Diplomacy» (обозначающей сотрудничество правительственных и неправительственных субъектов, так же описываемое отношениями «people-to-government») в литературе, посвященной проблемам конфликтного регулирования (работы Дайманда и МакДональда, 1996; Монтвилля, 1991).
Примеров использования отдельных элементов гражданской дипломатии по ходу развития истории много. Добиться каких-либо результатов в кровавых столкновениях между Арабскими странами и Израилем, Индией и Пакистаном, Курдским народом и Ираном, Ираком, Сирией и Турцией и многих других, включая внутренние конфликты, позволили, в том числе, негосударственные отношения, гуманитарные программы, организованные встречи и конференции между странами. Особую значимость ведение гражданской дипломатии приобрело в контексте решения проблем послевоенного мироустройства и попыток регулирования конфликта великих держав со стороны ООН.
Гражданская дипломатия может проявляться в культурном и научном обмене между странами, в деятельности неправительственных органов (НПО), в образовательных, спортивных программах. Возникновение потребности в данном нестандартном инструменте считается связанным с нестандартным характером требующих разрешения конфликтов в современности.
Определения гражданской дипломатии сформулированы по-разному: где-то упор делается больше на воздействие на психологический аспект восприятия проводимой политики массами, на самоощущение конфликтующего народа,—как, например, у Джозефа Монтвилля, определение Track II Diplomacy которого звучит так:
«… —это неофициальное, не структурированное взаимодействие. Она [дипломатия] всегда открытая, часто альтруистическая, и … стратегически благоприятно настроена, основываясь на тщательном анализе ситуации. В её основе лежит предположение о том, что реальный или потенциальный конфликт может быть разрешен или ослаблен за счёт присущих каждому человеку благих намерений и разумных действий»
Причем, позднее автор развил мысль до того, что публичная дипломатия состоит из трех элементов:
- Гражданская дипломатия позволяет политическим деятелям обезопасить себя от провала в отдельных политических диспутах, участниками которых они являются
- Гражданская дипломатия позволяет государству через обработку общественного мнения, через контроль поступающей в массы информации подготовить почву для более спокойного восприятия предпринимаемых шагов к мирному урегулированию
- Гражданская дипломатия обеспечит совместное экономическое развитие, спровоцирует стимулы, институциональную поддержку и преемственность политических и психологических процессов[7].

А в работе Дж. Макдональда «Conflict Resolution: Track Two Diplomacy» суть гражданской дипломатии была изложена следующим образом: гражданская дипломатия нацелена на снижение накала конфликта или его полное решение как на внутреннем, так и на межгосударственном уровне, посредством снижения существующей ненависти и напряженности в отношениях с помощью облегчения коммуникаций и улучшение понимания точек зрения обеих сторон.

## Последствия
В полной мере роль и последствия применения гражданской дипломатии как инструмента урегулирования конфликтов разного типа были сформулированы в работе Davidson, W. D., and J. V. Montville, "Foreign Policy According to Freud, «1981—1982.», которая изначально не воспринималась всерьез, что объяснялась несогласием государственных органов с реальной информационной значимостью книги, в которой подчеркивается необходимость правительства поддерживать, поощрять деятельность в рамках дипломатии второго порядка, и работать в направлении её развития.
«Официальный государственный аппарат, занимающийся исследованием международной безопасности и разработкой курса внешней политики должен заручиться поддержкой гражданской дипломатии и извлечь из этого ресурса максимальную выгоду. В рамках данного процесса правительственным аналитикам придется направить усилия на выявление того, как способны взаимодействовать история, общество, культура и психология»

## Критика
Несмотря на преимущества гражданской дипломатии, выделяют также ряд критикуемых аспектов:
- Во-первых, влияние участников гражданской дипломатии на внешнюю политику и политические властные структуры сильно ограничены из-за отсутствия у них политической власти.
- Во-вторых, отслеживание вмешательств в рамках гражданской дипломатии может занять слишком много времени до получения результатов.
- В-третьих, в условиях войны представители такой дипломатии не имеют практически никаких рычагов воздействия на ситуацию.
- В-четвертых, участники гражданской дипломатии редко располагают необходимыми ресурсами для использования в ходе переговоров и осуществления соглашений.
- В-пятых, гражданская дипломатия неэффективна в государствах с авторитарными режимами, где лидеры не прислушиваются к советам руководителей более низкого уровня.
- В-шестых, в отличие от профессиональных государственных дипломатов, гражданские не несут ответственности перед общественностью за нерациональные, неблагоприятные для неё в итоге решения[2].

Гражданская дипломатия — это метод объединения влиятельных людей с разных сторон конфликта на неофициальной основе, чтобы попытаться совместно выработать новые решения относительно того, как конфликт может быть лучше урегулирован. Вместе с тем, есть ещё те, кто относится к выделению данного вида дипломатии с подозрением по причине её чрезмерной обширности и неточности: не существует единой модели Track II Diplomacy; различные ученые и практики используют такие термины, как «интерактивное разрешение конфликтов», «контролируемая коммуникация», «Track 1.5», «Track 3» и многие другие. Некоторые из этих диалогов предназначены для того, чтобы собрать вместе высокопоставленных людей для спокойных взвешенных переговоров, направленных на определение степени вероятности изменения существующей позиции правительства. Другие же ориентированы на то, чтобы воздействовать на гражданское общество с целью внесения изменений в политику или даже в состав правительства.
Но даже в рассуждениях признающих существование гражданской дипломатии исследователей возникает дилемма в оценивании реальных возможностей и компетенций подобного инструмента: как бы успешно ни удалось наладить отношения между населениями двух конфликтующих государств, реальными полномочиями решить судьбу конфликта обладают только официальные политические элиты. И вопрос заключается в том, как созданное в ходе неформальных встреч между участниками Track II Diplomacy благоприятные отношения, может быть перенесено на акторов международной дипломатии высших руководящих уровней. А второй вопрос: как восстановить доверие незатронутой гражданской дипломатией части общественности к исторически сложившемуся врагу ее родного государства, которое не догадывается о проведении гражданских дипломатических мероприятий.

## Роль в контексте влияния на общество и политику
Особую роль гражданской дипломатии присуждают в связи с возможностью дополнительного влияния на урегулирование спорных вопросов между государствами, взаимодействие которых посредством традиционных каналов ограничено или заморожено. Обращение к гражданской дипломатии особенно уместно в условиях, когда официальная государственная дипломатия по каким-либо причинам теряет эффективность. В контексте снабженной новыми технологиями реальности, после случившейся трансформации восприятия государственного суверенитета как важнейшего неотчуждаемого качества независимого государства, дипломатия сегодня перестала быть прерогативой правительства. Более того, комплексность, масштабность и взаимосвязанность глобальных вызовов современности побуждает к более всеобъемлющему подходу к решению глобальных проблем, к обращению к инстанциям разного типа: культурные институты для решения вопросов экологии, спортивные и научные — для борьбы с терроризмом, научные и образовательные программы для борьбы с киберпреступностью и т. д..
Различные доказательства реальной эффективности применения инструментов распространения публичной дипломатии можно найти в истории развития международных отношений, начиная ещё с истории Нового Времени.
Так, примером служит деятельность Американской Психиатрической Ассоциации (APA) по преодолению напряженности в отношении сторон арабо-израильского конфликта, в котором основой проблемы считали именно существовавший на уровне населения психологический барьер. Проект внедрения публичной дипломатии предполагал организацию встреч ученых и чиновников Египта и Израиля для установления прямого контакта с представителями противоположной стороны столкновения.
Следующий пример — событие 24 декабря 1979 года: в ответ на ввод советских войск на территорию Афганистана, президент США Дж. Картер разрывает договор с Кремлем. В связи с чем уже на следующий год в Институте Эсален в Калифорнии была созвана конференция с целью продвижения неофициального обмена советскими гражданами, на которой Джозеф В. Монтвилл, как сотрудник дипломатической службы и участник арабо-израильских встреч АПА произносит фразу: «Полагаю, я занимаюсь государственной дипломатией, а то, что вы тут делаете— дипломатия гражданская».
Также иллюстративны действия в июне 1994 года, когда Соединенные Штаты и Северная Корея находились на грани ядерного кризиса, бывшего президента США Джимми Картера, который отправился в Пхеньян, чтобы получить обещание Ким Ир Сена остановить его ядерную программу. Позднее известный американский журнал «Бюллетень ученых-атомщиков» охарактеризовал это событие как: «триумф гражданской дипломатии». Таким образом,Картер становится примером эдакого мульти-дипломата в области гражданской дипломатии, примером уже бывшего государственного чиновника, который встречается с официальными лицами других стран для представления интересов своего государства..